# Mallavalli, Belur
Mallavalli là một làng thuộc tehsil Belur, huyện Hassan, bang Karnataka, Ấn Độ.